# Tony Ford
Tony Ford (ur. 26 listopada 1944 w Thornbury) – angielski piłkarz występujący na pozycji obrońcy, a następnie trener piłkarski.
Tony Ford piłkarską karierę rozpoczął w roku 1961, w klubie Bristol City F.C. W barwach tego klubu rozegrał 171 spotkań i strzelił 10 goli. W 1969 został sprzedany do Bristol Rovers F.C. za 4 000 funtów. W tym klubie grał do roku 1971, występując w 28 meczach.
Ostatnim meczem w jego piłkarskiej karierze było spotkanie przeciwko Ashton Gate F.C., zakończone wynikiem 3:1.